# Буена Парк (Калифорния)
Буена Парк (на английски: Buena Park) е град в окръг Ориндж в щата Калифорния, САЩ.
Буена Парк е с население от 78 282 жители (2000 г.) и обща площ от 27,60 км² (10,60 мили²). Буена Парк се намира на 20 км (12 мили) на северозапад от град Санта Ана.